# Акжарка
Акжарка — река в России, протекает по Оренбургской области. Устье реки находится в 97 км по левому берегу реки Большой Кумак. Длина реки составляет 35 км.

## Название
Как и наименования нескольких населённых пунктов Акжар, расположенных в Казахстане, к казахскому ак — «белый», жар — «обрыв», «яр», «крутой берег». «Белый обрыв».

## Данные водного реестра
По данным государственного водного реестра России относится к Уральскому бассейновому округу, водохозяйственный участок реки — Урал от Ириклинского гидроузла до города Орск, речной подбассейн реки — подбассейн отсутствует. Речной бассейн реки — Урал (российская часть бассейна).
Код объекта в государственном водном реестре — 12010000412112200003208.

## Топографические карты
- Лист карты M-40-35 Ащибутак. Масштаб: 1 : 100 000. Состояние местности на 1984 год. Издание 1985 г.